# Georg Schmezer
Georg Schmezer, też Schmetzer (ur. 21 marca 1642 w Augsburgu, zm. w lipcu 1697, tamże)  – niemiecki kompozytor, organista, kantor, kapelmistrz i teoretyk muzyki działający w okresie baroku.

## Życiorys
Uczył się w szkole chóralnej przy protestanckim kościele św. Anny w Augsburgu . W latach 1664–1666 był kapelmistrzem i organistą w kaplicy szwedzkiego kanclerza Magnusa Gabriela De la Gardie. W 1667 wrócił do Augsburga, gdzie został mianowany kantorem i dyrektorem muzycznym w kościele św. Anny. Pozostał na tym stanowisku aż do śmierci .

## Dzieła
(na podstawie materiału źródłowego )

### Kompozycje
- Pieris vindicata, oder Die vermeinte Braut-Heimführung, szkolny utwór sceniczny (wyd. Augsburg, 1668), zaginiony
- 20 pieśni sakralnych na 2-9 głosów (wyd. Augsburg, 1671)
- 5 pieśni żałobnych na 1-6 głosów (wyd. Augsburg, 1678–1696)
- Zuspat eingekommene Klag-, Traur- und Trost-Gedichte (wyd. Augsburg, 1680)
- Davidis polytecni infelix felicitas oder Davids Kinder-Leid und Freud, szkolny utwór sceniczny (wyd. Augsburg, 1687), zaginiony
- Sacri concentus latini et partim latino-germanici, na 5–17 głosów (wyd. Augsburg, 1689)

### Prace teoretyczne
- Methodus musicalis oder musikalisch A.B.C. Täfelein für die Jugend (wyd. Augsburg, 1678)
- Compendium musicae (wyd. Augsburg, 1688)